# 에베오쓰역
에베오쓰역(일본어: 江部乙駅 에베오츠에키[*])은 일본 홋카이도 다키카와시에 있는 홋카이도 여객철도 하코다테 본선의 역이다. 역 번호는 A22이며, 단선 · 섬식의 구조를 합친 복합 철도 역사이다.

## 타는 곳
| 1 | ■ 하코다테 본선 | 다키카와 · 이와미자와 · 삿포로 방면                             |
| 2 | ■ 하코다테 본선 | 이 역을 시발 · 종착으로 하는 열차나 특급열차의 통과 대기로 사용 |
| 3 | ■ 하코다테 본선 | 후카가와 · 아사히카와 방면                                      |

## 역 주변
- 국도 제12호선
- 다키카와 시청 에베오쓰 지소
- 에베오쓰 온천

## 인접 정차역
| 홋카이도 여객철도 하코다테 본선 | 홋카이도 여객철도 하코다테 본선 | 홋카이도 여객철도 하코다테 본선 |
| ------------------------------- | ------------------------------- | ------------------------------- |
| A21 다키카와 오타루 방면        | 하코다테 본선                   | 모세우시 A23 아사히카와 방면    |